# Rubren

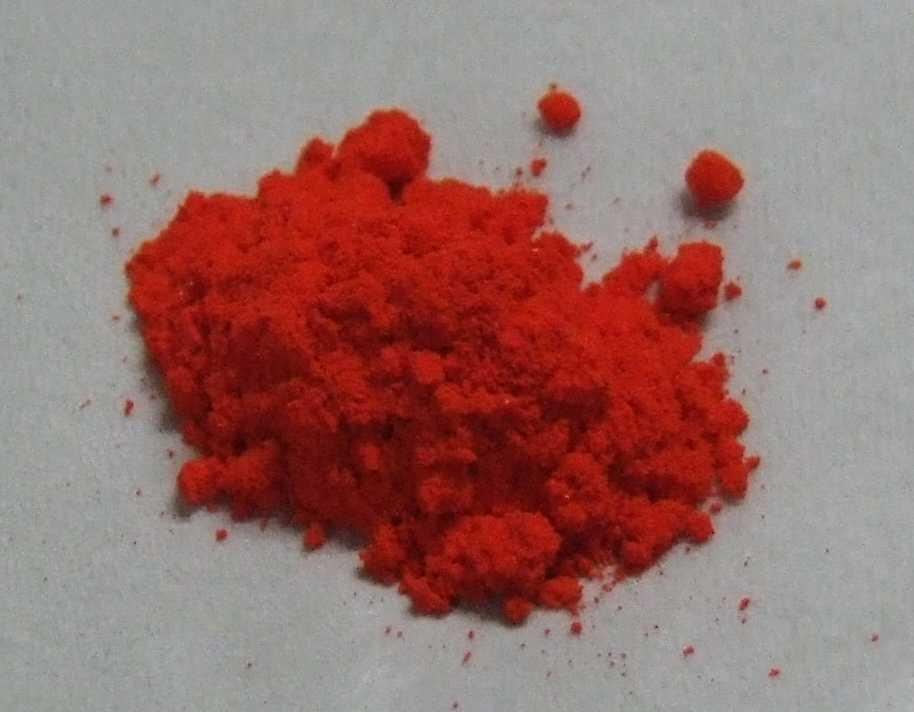
5,6,11,12-Tetraphenylnaphthacen in Pulverform

Rubren (5,6,11,12-Tetraphenylnaphthacen) ist ein roter polycyclischer aromatischer Kohlenwasserstoff, welcher unter anderem in Leuchtstäben als Fluoreszenzfarbstoff eingesetzt wird. Als Folge der Chemolumineszenz emittiert er in diesem Fall gelbes Licht.
Rubren ist ein organischer Halbleiter und dient als Ausgangsmaterial für die Herstellung von organischen Leuchtdioden (OLED) und organischen Feldeffekttransistoren. Rubren weist mit 40 cm2/(V·s) die höchste Ladungsträgerbeweglichkeit für Defektelektronen unter den organischen Halbleitern auf. Die hohen Beweglichkeiten werden jedoch nur in perfekt ausgebildeten Rubren-Kristallen erreicht. In durch thermisches Verdampfen oder aus Lösung (spin coating, Druckprozesse) prozessierten Schichten zeigt Rubren um ein bis zwei Größenordnungen geringere Beweglichkeiten und ist somit für Arbeiten an organischen Feldeffekttransistoren weitgehend durch andere halbleitende Materialien, z. B. substituierte Acene, verdrängt worden.

## Synthesen
Rubren ist aus dem Addukt von Phenylacetylen an Benzophenon durch Behandlung mit Thionylchlorid zugänglich:
Eine präparative Vorschrift für diese Route hat Einzug in die Lehrbuchliteratur gefunden. Zum mechanistischen Ablauf der Reaktion wurde lange angenommen, dass zunächst eine Diels-Alder-Reaktion zwischen zwei der intermediär gebildeten Chlor-triphenyl-allene stattfindet (Einbeziehung eines Benzolringes unter Verlust der Aromatizität, Strukturelemente im nebenstehenden Schema fett hervorgehoben). Ein verbessertes Verständnis der Dimerisierung von Allenen lässt jedoch erwarten, dass die Dimerisierung radikalisch über ein bis-Allyl-Diradikal verläuft. Entsprechende Untersuchungen wurden von Papagni und Yassar et al. veröffentlicht. Hiernach cyclisiert das intermediäre Diradikal unter Einbeziehung eines Benzolringes, gefolgt von HCl-Abspaltung unter Rearomatisierung. Im gebildeten Naphthalinderivat liegen günstige stereoelektronische Bedingungen für einen 1,6-elektrocyclischen Ringschluss vor, wiederum gefolgt von HCl-Abspaltung unter Aromatisierung.
Zugang zu Rubren-Derivaten mit unterschiedlichen Arylsubstituenten am Tetracengerüst sind u. a. auf den von Allen und Gilman, Dodge, Bain und Chamberlin sowie Douglas et al. beschriebenen Routen zugänglich.
Bei ihren Zugängen nutzen Allen und Gilman die konjugierte Addition von Aryl-Grignard-Reagenzien an Tetracen-5,12-dion sowie die Addition von Aryl-Li-Verbindungen an die Keto-Gruppen von Tetracen-5,12-dion. Die beiden Varianten von Dodge, Bain und Chamberlin basieren auf dem Aufbau der Tetracenstruktur durch Diels-Alder-Reaktionen von Isobenzofuranen. Douglas et al. schließlich funktionalisieren 6,11-Dichlor-tetracen-5,12-dion gezielt durch Suzuki-Kupplung mit Boronsäuren, gefolgt von der Addition von Aryl-Li-Reagenzien an die Keto-Gruppen des Tetracendions.